# Ready at Dawn
Ready at Dawn Studios LLC – amerykański producent gier komputerowych z siedzibą w Irvine w Kalifornii założony w 2003 roku. Firma składa się z byłych członków takich firm jak Naughty Dog oraz Blizzard Entertainment. W 2006 roku ukazał się ich pierwszy tytuł zatytułowany Daxter, który został wydany na konsolę Sony PlayStation Portable.
W 2008 roku Ready at Dawn zakończyło pracę na drugą grą jaką była God of War: Chains of Olympus, która również ukazała się na konsolę PSP. W tym samym roku na konsolę Nintendo Wii wyszła konwersja wydanej przez Clover Studio dwa lata wcześniej na konsolę PlayStation 2 gry Ōkami, w której Ready at Dawn dodało kontrolę ruchu obecną we wszystkich gra na Wii. Firma ogłosiła, że zakończyła pracę nad grami na PSP jednak w 2009 roku Ready at Dawn i SCE Santa Monica Studio rozpoczęły produkcję gry God of War: Duch Sparty, która światło dzienne ujrzała w 2010 roku właśnie na konsole PSP oraz PSPgo. 13 września 2011 roku na konsolę PlayStation 3 została wydana gra God of War: Origins Collection, która jest portem dwóch wcześniejszych tytułów na PSP przekonwertowanych do grafiki wysokiej rozdzielczości.

## Gry
| Rok  | Tytuł                          | Platforma            |
| ---- | ------------------------------ | -------------------- |
| 2006 | Daxter                         | PlayStation Portable |
| 2008 | God of War: Chains of Olympus  | PlayStation Portable |
| 2008 | Ōkami                          | Wii                  |
| 2010 | God of War: Duch Sparty        | PlayStation Portable |
| 2011 | God of War: Origins Collection | PlayStation 3        |
| 2015 | The Order: 1886                | PlayStation 4        |